# ジェントルメン (ドラマ)
『ジェントルメン』（原題：The Gentlemen）は、Netflix製作、ガイ・リッチー監督による2024年開始のテレビドラマシリーズ。
同監督の2019年の同名映画『ジェントルメン』のスピンオフ作品であり、家を継いだ由緒正しい公爵家の次男が、父が行っていた裏稼業の麻薬ビジネスに巻き込まれるアクション・コメディ。主人公のエディをテオ・ジェームズ、公爵家を闇ビジネスに巻き込んだ女犯罪者スージーをカヤ・スコデラリオが演じる。

## あらすじ
現代イギリス。豪邸と15,000エーカーの地所を持つイギリスでも指折りの老貴族ハルステッド公爵が病気で亡くなる。その爵位と財産は遺言書により、出来の悪い長男フレディではなく、イギリス軍に所属し家を空けていた次男エドワード・"エディ"・ホーニマンが相続することに決まった。突然のことに驚くエディであったが、公爵家は不動産はあっても現金は少ないこと、期待が外れた兄フレディの乱行などに頭を悩ます。さらにはフレディが家を継いだら返すつもりで、麻薬ディーラーで闇社会の有力者ディクソン兄弟から800万ポンドもの借金を抱えていたことが発覚する。そんな中、エディは家の金庫に大量の謎の現金があることに気づく。また、父のビジネスパートナーであったという謎の若い女スージー・グラスの接触を受ける。実はグラス家はイギリス国内の麻薬ビジネスの大物であり、先代ハルステッド公爵は密かに彼らに地所を貸して、大麻工場で莫大な利益をあげていたのであった。スージーはビジネスの契約延長を望むが、エディは兄の問題を解決し、闇ビジネスとも手を切る方法を考える。その矢先、フレディは自分勝手な行動でさらに事態を悪化させたために、結局エディはスージーを頼らざるを得なくなる。
エディは円満な方法で将来的に手を切ることを予告しつつ、スージーと闇ビジネスに関わり、才能を開花させていく。

## キャスト
※括弧内は日本語吹替。
- スージー - カヤ・スコデラリオ（志田有彩）
- エディ - テオ・ジェームズ（田村真）
- フレディ - ダニエル・イングス（綱島郷太郎）
- ジェフ・シーコム - ヴィニー・ジョーンズ（さかき孝輔）
- スタンリー - ジャンカルロ・エスポジート（田中正彦）
- サブリナ - ジョエリー・リチャードソン（桜岡あつこ）

- チャーリー／シャルロット・ホーニマン - ジャスミン・ブラックボロ（佐藤里緒）
- タミー - シャネル・クレスウェル（織部ゆかり）
- ゴスペル - ピアース・クイグリー（水内清光）
- トミー - ピーター・セラフィノウィッツ（関口雄吾）
- ロバート・グラス - レイ・ウィンストン （楠見尚己）
- ジェスロ - ジョシュ・フィナン（バトリ勝悟）
- フロリアン・デ・グルート - クリストファー・ヒヴュ（坂詰貴之）

## 製作
2019年の映画『ジェントルメン』の監督・脚本であるガイ・リッチーは、2020年にこの映画のスピンオフとなるテレビドラマシリーズを企画した。パイロット版の脚本にあたってはリッチーとマシュー・リードが共同で行った。その後、ウィル・グールドとともにMoonage社も製作に関わり、最終的にNetflixと正式に契約を結んだ。テオ・ジェームズやカヤ・スコデラリオといった主要キャストは、撮影開始の前週に発表され、
制作はロンドンとバドミントンハウスで2022年11月から2023年6月にかけて行われた。
撮影はロングクロス・スタジオとウェストロンドン・フィルムスタジオで行われ、屋外ロケもなされた。
そして本作は2024年3月7日にNetflixで公開が始まった。

## 評価
レビュー集計サイト「Rotten Tomatoes」では63件のレビューを基に71%の支持、平均評価は7.6/10となっている。同サイトの批評コンセンサスでは「しっかりとスーツを着こなしたキャストたちによって見るべき価値がある。ガイ・リッチー監督の原作映画から綺麗に物語を広げたわけではないが、単体で楽しめるだけの勢いがある」。Metacriticでは、25人の批評家を基に100点満点中67点の加重平均スコアを獲得しており、「全般的に好意的な評価」としている。
テレグラフ紙のアニタ・シンは、5つ星中3つ星とし「ガイ・リッチーのケイパーものに求められるものは揃っている」と評した。
ガーディアン紙のルーシー・マンガンも5つ星中3つ星とし「血が飛び散り、詰め込まれたバカげた物語にあふれてる」と述べ、リッチー監督ファンであれば見るべきだと評した。